# ビジネスマナー
ビジネスマナーとは、社会人が企業等で働く上で必要となるマナー(作法)のことである。和製英語であり、英語では"business etiquette"と表記する。

## 概要
それが備わっていることにより業務を円滑に進められ、周囲の人々にも無難な印象を与えられるという性格のものである。適切な言葉遣い、立ち居振る舞い(動作)、身だしなみ(男性のワイシャツ+ネクタイ、女性のストッキングなど)がビジネスマナーの基本である。これは、上司や部下との関係、取引先や顧客への対応などといった社内外での人間関係を築いたり、相手に要求を呑んでもらい時に自身の悪いイメージを軽減し事を良好に運ぶことができるようにするためのものである。
学生の就職活動の場合は、就職を希望しているならば高校生や大学生などといった学生の時点でビジネスマナーを身につけている必要性がある。それは入社試験の場において、自身が他人よりも少しでもスキルを身に付けており、早く戦力として活躍できるということをPRし、採用担当者に少人数を選ぶ場合にも採用したいと思わせる必要があるからである。また、最近の大学などの教育機関の中には「ビジネスマナー」という名称の単位を授与する科目を設置しているところが存在する。